# Дау Сити (Ајова)
Дау Сити (енгл. Dow City) град је у америчкој савезној држави Ајова. По попису становништва из 2010. у њему је живело 510 становника.

## Демографија
Према попису становништва из 2010. у граду је живело 510 становника, што је 7 (1,4%) становника више него 2000. године.
| Група             | 2000.       | 2010.       |
| Белци             | 487 (96,8%) | 463 (90,8%) |
| Афроамериканци    | 0 (0,0%)    | 0 (0,0%)    |
| Азијати           | 6 (1,2%)    | 0 (0,0%)    |
| Хиспаноамериканци | 8 (1,6%)    | 46 (9,0%)   |
| Укупно            | 503         | 510         |